# Max Smeers
Max (ook Trudo) Smeers (Muizen, 4 april 1930 - Sint-Truiden, 22 november 2009) was een Belgisch senator.

## Levensloop
Smeers was getrouwd met Josephine Falise.
Hij werd gemeenteraadslid en schepen van Sint-Truiden. Hij werd voor de CVP verkozen in de Senaat: van 1971 tot 1981 als rechtstreeks gekozen senator voor het arrondissement Hasselt en van 1981 tot 1989 als gecoöpteerd senator.
In de periode december 1971-oktober 1980 zetelde Smeers als gevolg van het toen bestaande dubbelmandaat ook in de Cultuurraad voor de Nederlandse Cultuurgemeenschap, die op 7 december 1971 werd geïnstalleerd. Vanaf 21 oktober 1980 tot november 1981 was hij tevens korte tijd lid van de Vlaamse Raad, de opvolger van de Cultuurraad en de voorloper van het huidige Vlaams Parlement.
Hij was van 1989 tot 1995 ondervoorzitter van de Belgische Boerenbond en stichter van Onderlinge Bedrijfshulp. Ook was hij voorzitter van Okra.